# Вейр, Джонни
Джон Гарвин (Джо́нни) Вейр (правильно — Уи́р, [wɪɚ], англ. John Garvin "Johnny" Weir, родился 2 июля 1984) — американский фигурист, выступавший в одиночном катании. Бронзовый призёр чемпионата мира (2008), двукратный бронзовый призёр финала Гран-при (2008, 2009), трёхкратный чемпион США по фигурному катанию. В соответствии с таблицей результатов ИСУ, в 1997—2010 гг. Дж. Вейр завоевал 27 медалей в 51 соревновании, в том числе 13 медалей — за четыре последних сезона. В октябре 2013 года он завершил карьеру в фигурном катании и присоединился к NBC в качестве комментатора.
Вейр был известен благодаря артистизму, причудливым костюмам и пластичному, изящному катанию. В отличие от большинства фигуристов он вращался и прыгал по часовой стрелке. Вейр был популярен в США, а также в России, Японии, Корее и Китае. Дважды, в 2008 и 2010 годах, Ассоциация фигурного катания США и журнал Skating Magazine объявили его победителем в номинации «Выбор читателей: Фигурист года». Этот приз ежегодно вручается американским фигуристам, чьи успехи в предыдущем сезоне любители фигурного катания сочли наиболее выдающимися.. В 2010 году Международный астрономический союз присвоил имя фигуриста малой планете 12413 Johnnyweir. В 2020 году вошёл в Зал славы фигурного катания США.

## Биография

### Детство и юность
Джонни Вейр родился в городе Котсвилле, штат Пенсильвания, в семье Джона и Патти Вейр норвежцев по происхождению, с отличием окончил школу в Ньюарке и заочно изучал лингвистику в Университете Делавэра. В детстве он занимался конным спортом и участвовал на состязаниях по верховой езде, а фигурным катанием заинтересовался лишь в 11 лет, чрезвычайно поздно по современным меркам (обычно спортсмены начинают кататься в 3—4 года). В 1994 году Вейр по телевизору увидел выступление фигуристки Оксаны Баюл на XVII зимних Олимпийских играх. Катание Оксаны Баюл, получившей тогда золотую медаль, произвело на мальчика большое впечатление, и он решил самостоятельно попробовать прыжки, занимаясь в подвале на роликовых коньках. Когда родители купили Джонни Вейру коньки для фигурного катания, он стал тренироваться на замерзшем поле позади своего дома. В конце концов, его отправили на платные занятия в группе при Университете Делавэра. Родители втайне надеялись, что сыном заинтересуется местная хоккейная команда, но Джонни катался в одиночестве и рисовал на льду фигуры. Тренер Присцилла Хилл заметила его талант и стала тренировать персонально, и уже через неделю Вейр научился прыгать аксель, наиболее сложный прыжок в фигурном катании. Вскоре семья Джонни переехала в Ньюарк, штат Делавэр, чтобы жить ближе к тренеру и катку.
Родители не могли позволить себе тратиться и на фигурное катание, и на верховую езду, поэтому Вейр решил оставить своего пони и сконцентрироваться на фигурном катании. Изначально он катался в паре с Джоди Радден (англ. Jodi Rudden), но в конечном итоге ушёл в одиночный спорт. Он также бросил учёбу в университете, чтобы посвятить себя спорту.

### 2001—2004: Начало карьеры
Вейр одержал победу на своём первом чемпионате мира среди юниоров в 2001 году: откатав чисто все три программы (квалификацию, короткую и произвольную), он выиграл золотую медаль у другого американца, Эвана Лайсачека. Технически оба спортсмена показали примерно одинаковый уровень, но из всех выступавших фигуристов Вейр получил самые высокие оценки за артистизм. Таким образом, впервые с 1987 года США заняла первые два места на юниорском пьедестале почёта. В том же сезоне Вейр стал шестым на чемпионате США и четвёртым на чемпионате Четырёх континентов, аналоге чемпионата Европы для неевропейских стран (он уступил канадцу Джеффри Баттлу, японскому фигуристу Такэси Хонде и китайцу Гао Суну). Это был первый и единственный раз в карьере Вейра, когда он принимал участие в этом соревновании. Практически весь следующий сезон (2002—2003) спортсмен пропустил из-за травмы. На национальном чемпионате 2003 года во время исполнения произвольной программы Вейр ударился о бортик катка, начал выступление заново, но сразу же повредил колено из-за неудачного приземления после тройного акселя, после чего снялся с соревнований.
Сезон 2003-2004 годов, когда Вейру исполнилось 19 лет, стал поворотным в его карьере. Он был отобран на чемпионат США (2004), где впервые для себя получил оценку 6.0 за исполнение произвольной программы и занял первое место, став самым молодым чемпионом после Тодда Элдриджа. На чемпионате мира Вейр занял пятое место, уступив таким соперникам, как Евгений Плющенко, Бриан Жубер, Штефан Линдеманн и Стефан Ламбьель. Всё это время он продолжал тренироваться у Присциллы Хилл, сначала в Университете Делавэра в Ньюарке, затем они перебрались на арену Pond Ice в том же городе. Кроме того, с 2003 по 2005 год Вейр каждое лето брал консультации у российского тренера Татьяны Тарасовой, приезжая к ней в Центр фигурного катания (англ. International Skating Center of Connecticut) в Симсбери, Коннектикут. Тарасова помогала поставить короткую программу Valse Triste («Грустный вальс») на музыку Яна Сибелиуса; короткую и произвольную программы сезона 2004—2005 Rondo Capriccioso («Рондо каприччиозо») на музыку Камиля Сен-Санса и Otonal Рауля ди Бласио; программы сезона 2005—2006 Amazonic + Hana’s Eyes + Wonderland Максима Мрвицы и известную The Swan («Лебедь») Камиля Сен-Санса, которую фигурист называл своей любимой программой.

### 2004—2007: Трижды чемпион США
В следующем сезоне (2004—2005) Вейр успешно выступал в серии Гран-при по фигурному катанию, которая состоит из нескольких этапов в разных странах. Он выиграл японский NHK Trophy и стал вторым на Trophée Eric Bompard во Франции. По правилам ИСУ фигуристы, набравшие больше всего баллов на двух этапах Гран-при, отбираются в финал, но и баллы получают только за два этапа. Тем не менее, Вейр отправился на третий для себя этап «Кубок России» и занял второе место следом за россиянином Евгением Плющенко. На чемпионате США 2005 года фигурист, боровшийся за медаль с бронзовым призёром Олимпийских игр Тимоти Гейблом и своим ровесником Эваном Лайсачеком, практически безошибочно откатал произвольную программу и получил пять оценок 6.0 за артистизм, второй раз завоевав золото в США. Оценки за технику тоже были высоки — 5.8 и 5.9. Эван Лайсачек взял «серебро», но в последующие годы именно на соперничестве Вейра с этим фигуристом будет строиться основная интрига национальных чемпионатов. На чемпионате мира в Москве он стал четвёртым, до сих пор не исполняя прыжок в четыре оборота. «Четверной в наше время — неотъемлемая часть мужского фигурного катания, и я понимаю, что должен его делать, — объяснял фигурист. — Я включу его [в программу], когда буду готов». Он завоевал признательность аудитории на показательных выступлениях, исполнив лирическую программу под романс «Я тебя никогда не забуду» из рок-оперы «Юнона и Авось» российского композитора Алексея Рыбникова.
Последующие два сезона (2005—2006 и 2006—2007) складывались так, что Вейр стал восприниматься как «фигурист короткой программы»: неоднократно получалось так, что после отличного выступления в короткой программе он сводил на нет всё преимущество перед соперниками многочисленными ошибками в произвольной, и терял возможность занять высокое место на пьедестале.

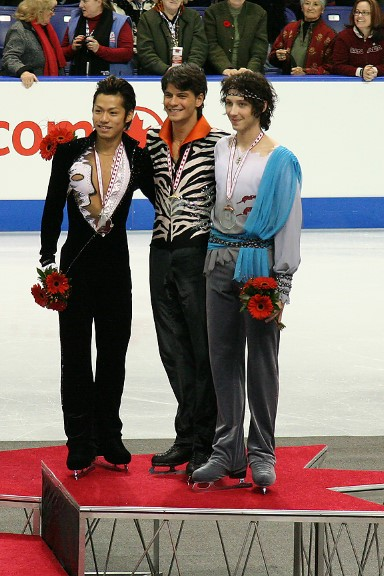
Церемония награждения Skate Canada в 2006 году. Слева направо: Дайсукэ Такахаси, Стефан Ламбьель, Джонни Вейр

Сезон 2005—2006 оказался для Вейра нелёгким. На этапе Гран-при Skate Canada (2005) он занял только седьмое место, так как в самом начале короткой программы вывихнул лодыжку, а на «Кубке России» стал третьим после Плющенко и Стефана Ламбьеля. На чемпионате США он снова стал первым, несмотря на просчёт в произвольной программе: Вейр сделал четыре каскада прыжков, в то время как по новым правилам разрешено только три (в этом сезоне старая система оценок по шестибалльной шкале была упразднена и вступила в действие Новая судейская система). Тем не менее, хорошее выступление в короткой программе и значительный отрыв от соперников по очкам компенсировали этот тактический просчёт и ошибку на тройном акселе. Благодаря победе на национальном чемпионате он автоматически прошёл в сборную на Зимние Олимпийские игры в Турине и чемпионат мира в Калгари. На Олимпийских играх американцы возлагали на него большие надежды. Фигурист был вторым после короткой программы и шёл следом за Евгением Плющенко, но из-за отсутствия четверного прыжка, а также из-за пропуска одного из прыжков в произвольной программе, в итоге стал только пятым. На чемпионате мира, в отсутствие Плющенко, Вейр имел шансы завоевать медаль, но занял седьмое место, допустив большое количество ошибок в произвольной программе — в частности, после четверного он приземлился на две ноги, а затем упал с тройного флипа. Фигурист пояснил, что всю неделю его мучили «спазмы в спине» и хотя он «очень сильно хотел сделать четверной, но тело [его] просто не слушалось».
В сезоне 2006—2007 хореографом Джонни Вейра работала олимпийская чемпионка в танцах на льду Марина Анисина. Она помогла поставить короткую программу King of Chess и произвольную Child of Nazareth на музыку Максима Родригеса. В серии Гран-при по фигурному катанию Вейр был призёром на этапах в Канаде и России, однако в финале в Санкт-Петербурге был вынужден сняться с соревнований в результате травмы бедра после падения. На чемпионате США после удачного выступления в короткой программе стал вторым, хотя по очкам отставал от Эвана Лайсачека незначительно. В произвольной он неудачно исполнил тройной аксель, упал с тройного риттбергера, а после четверного тулупа приземлился на две ноги и, в конечном итоге, занял третье место. Позже Вейр пояснил, что был очень расстроен своим вторым местом после короткой программы: «Это был мой лучший прокат в сезоне, а меня все равно поставили ниже Лайсачека. Стало понятно, что мне не выиграть, даже если я чисто откатаю произвольную. Так что настрой на произвольную был не лучшим, потому что я не был уверен в победе даже при условии 100 % чистого выступления». На чемпионате мира фигурист занял лишь восьмое место.

### Смена тренера и новые цели

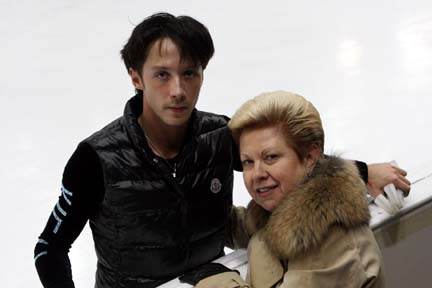
Вейр и Галина Змиевская на тренировке перед финалом Гран-при в 2007 году

После неудач последнего сезона Вейр решил оставить тренера Присциллу Хилл. Летом 2007 года он перебрался из Ньюарка в Линдхёрст, Нью-Джерси и начал тренироваться под руководством Галины Змиевской, бывшей наставницы Оксаны Баюл. Ассистирует Змиевской Виктор Петренко, также работающий техническим контролёром ИСУ.
Вейр пояснил, что сдружился с Присциллой, а если фигурист хочет «работать и быть лучшим, здесь не должно быть дружбы»:
В прошлом сезоне мы с Присциллой относились друг к другу не как ученик и тренер. Мы были друзьями, а это осложняет работу. И я решил, что нужно что-то менять… Я обсуждал свои планы с российскими фигуристами и со своими друзьями. Конечно, я обсуждал это с Мариной Анисиной, потому что она одна из моих лучших друзей. И она сказала, что Галина Змиевская — это хороший выбор. Она сможет заставить меня работать, и при этом у нас не будет дружеских отношений… И, конечно, то, что Виктор [Петренко] будет рядом и как техспециалист ИСУ сможет помочь с уровнями элементов и всем прочим, будет очень кстати.
Вейр, чей стиль катания часто называли женственным, решил сделать свой образ более мужественным. Они с Галиной Змиевской полностью изменили режим, имидж фигуриста и подход к тренировкам, в частности, решили включить в программы четверной прыжок.

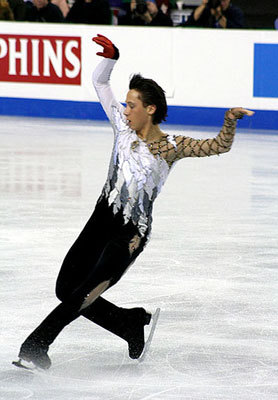
Джонни Вейр в образе лебедя исполняет короткую программу на музыку Сен-Санса «Лебедь»

«В моей новой программе будет четверной прыжок, — прокомментировал Вейр, — хотя я… выполняю его только потому, что он считается почти нормой для мужского фигурного катания. Как по мне, четверной — очень сложный прыжок, многие часто ошибаются при его исполнении. А падение может испортить идеальную во всех отношениях программу».
После того, как спортсмен начал тренироваться со Змиевской и переехал Линдхёрст, он живёт отдельно от родителей.

### 2007—2009: Борьба за медали
Новый сезон (2007—2008) он провёл очень хорошо. На этапе Гран-при Cup of China (2007) Вейр одержал победу над Лайсачеком, исполнив восемь прыжков в произвольной программе, включая каскад с тройным акселем. Он почти на 6 баллов повысил собственный персональный рекорд, установленный три года назад. В интервью после выступления Вейр сказал, что никогда ещё не чувствовал себя на льду настолько комфортно. На «Кубке России» он также завоевал золото, опередив Стефана Ламбьеля и россиянина Андрея Грязева. Две золотых медали на этапах Гран-при обеспечили Вейру место в финале, но на выступлениях обострилась старая травма ноги, поэтому фигурист упал в короткой, а затем в произвольной программе, и занял четвёртое место.
На чемпионате США 2008 года Вейр после короткой программы имел над Лайсачеком преимущество в 1.35 баллов. В произвольной он с небольшой ошибкой исполнил четверной тулуп и набрал больше баллов за прыжки и компоненты программы, а Лайсачек оказался лучше во вращениях и владении коньком, поэтому в произвольной превзошёл соперника на точно такое же количество баллов (1.35). По баллам получалась ничья, но по правилам ИСУ золотая медаль в этом случае достаётся тому фигуристу, который победил в произвольной программе, поэтому чемпионом США стал Лайсачек, а Вейр — вторым. Этот момент был позднее назван одним из самых запоминающихся в истории чемпионатов США по фигурному катанию.
На чемпионате мира в Гётеборге, куда Лайсачек не попал из-за травмы, Вейр откатал одну из лучших коротких программ в карьере, повысил персональный рекорд и занял второе место следом за Джеффри Баттлом. В произвольной программе он выступил менее уверенно (по собственным словам, перенервничал) и был только пятым, но по сумме результатов стал третьим и завоевал свою первую медаль чемпионатов мира — бронзу. Золото взял Джеффри Баттл, завершивший после этого сезона любительскую карьеру, а серебро — Бриан Жубер.

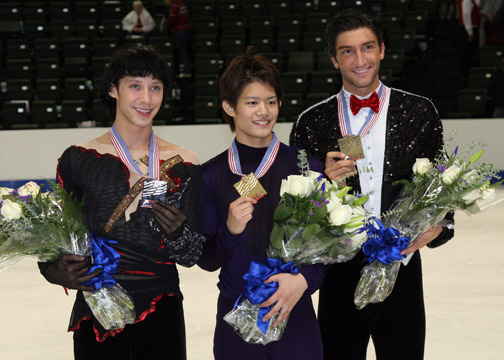
Слева направо: Джонни Вейр, Такахико Кодзука и Эван Лайсачек на Skate America 2008

Сезон 2008—2009 Вейр начал с того, что выиграл серебряную медаль на Skate America в октябре 2008 года. Несмотря на сильную простуду и постоянный кашель, на NHK Trophy спортсмен также стал вторым, поэтому был отобран в финал Гран-при, где завоевал бронзовую медаль в декабре 2008 года. Золото досталось его ровеснику и товарищу по команде, американцу Джереми Эбботту, а серебро — молодому японскому фигуристу Такахико Кодзуке.
Зимой Вейр вместе с корейской фигуристкой Ким Ён А участвовал в благотворительном ледовом шоу в Корее. Вследствие желудочно-кишечной инфекции он попал в больницу и несколько дней провел под капельницей, поэтому подготовка к чемпионату США оказалась сорвана. На соревновании Вейр только единожды смог исполнить тройной аксель, упал с тройного флипа в произвольной программе и занял лишь пятое место — самое низкое с 2002 года. Таким образом, он не попал в сборную США на чемпионат мира 2009 года, хотя надеялся, что национальная федерация сделает для него исключение как для призёра прошлого чемпионата. Спортсмен всё же посетил турнир в качестве болельщика, так как решил, что наблюдение за соперниками со стороны поможет ему в следующем сезоне. Кроме того, по приглашению NBC он комментировал женскую короткую программу.

### 2009—2010: Олимпийские игры в Ванкувере

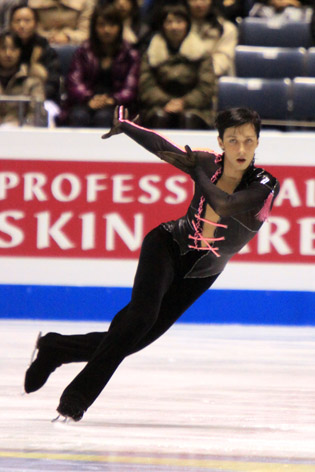
Короткая программа в финале Гран-при 2009—2010

Постановкой программ для следующего сезона Вейр занимался с хореографом Дэвидом Уилсоном. Фигурист принял участие в этапах Гран-при в России (Rostelecom Cup) и Японии (NHK Trophy). На Rostelecom Cup Вейр занял лишь четвёртое место, исполнив вместо нескольких тройных прыжков двойные в короткой и произвольной программах, но две недели спустя выиграл серебро на NHK Trophy. Это позволило ему квалифицироваться для финала Гран-при в Токио, где он выиграл бронзовую медаль, набрав 237.35 балла. Спортсмен успешно исполнил большую часть прыжковых элементов и улучшил персональный рекорд сезона. Его опередили коллега по команде Эван Лайсачек и японец Нобунари Ода, занявшие, соответственно, первое и второе места.
Вейр занял третье место на чемпионате США 2010 года в Спокане, где он стал центром конфликта, связанного с правами животных. В своём костюме для выступления Вейр использовал лисий мех и подвергся за это критике со стороны групп по защите прав животных «Друзья животных» и PETA, которые выражали удивление тем, что человек, ставший для многих эталоном, делает из страданий животных шоу. Первоначально Вейр заявил, что откажется от костюма из лисы во время выступления на Олимпиаде в пользу искусственного меха, так как его агент получал письма и факсы с угрозами, и Вейр боялся, что защитники животных испортят ему олимпийское выступление. При этом Вейр не изменил мнения по поводу своего права на ношение меха, пояснив, что полностью осознаёт всю «грязь в меховой индустрии и то, насколько ужасна она для животных», но решение этой проблемы не является приоритетом в его жизни. Позже Вейр передумал, вернувшись к костюму из настоящего меха, объяснив перемену решения тем, что «не любит искусственный мех». По этой причине на Олимпиаде спортсмену пришлось жить не в отеле, как он первоначально планировал, а в олимпийской деревне — он не был уверен в собственной безопасности.
На зимних Олимпийских играх 2010 в Ванкувере после короткой программы Вейр занимал шестое место c 82,10 баллами. Несмотря на удачное выступление в произвольной программе и чисто исполненные прыжки, шестое место, занятое в короткой, в лучшем случае позволило бы ему претендовать на «бронзу». В конечном итоге, по сумме двух программ Вейр остался шестым с собственным лучшим результатом в карьере — 238.87 баллов.
Олимпийским чемпионом стал его соперник Эван Лайсачек. Известная американская фигуристка Кэрол Хейсс оценила катание Вейра так: «Ну, Джонни исполнил одну из лучших программ жизни. Если это конец, он может уходить из спорта с высоко поднятой головой, но… связующие элементы, рёберность, повороты и работа ног… были не так хороши, как у Лайсачека или Такахаси». После окончания сезона в течение марта—апреля 2010 года Вейр успел подготовить и продемонстрировать на различных шоу две новые показательные программы — на песню Lady Gaga «Bad Romance» и на фортепианную композицию Ричарда Клайдермана.

### 2010—2013
В июле 2010 года, после нескольких месяцев раздумий, Вейр официально заявил, что пропустит сезон 2010—2011, но надеется «заново открыть себя как спортсмена и артиста» и, возможно, вернуться в большой спорт в сезоне 2011—2012. «Я хочу создать себе новый имидж, чтобы, когда я вернусь к соревнованиям, я мог кататься уникально и вдохновляющее… Я уже даже выбрал музыку для моей следующей соревновательной программы и уже мечтаю о костюмах. В то время как мои глаза сосредоточены на множестве разных проектов, я никогда не забуду об Олимпиаде 2014 в Сочи. Это для меня мечта — принять участие в Олимпийских играх в России», — говорится в официальном пресс-релизе.
В 2010 году спортсмен один сезон работал судьей вместе с фигуристом Диком Баттоном и канадским хореографом Лориэнн Гибсон в программе «Катание со звездами». 11 января 2011 года издательством Gallery Books были опубликованы мемуары Вейра Welcome to My World («Добро пожаловать в мой мир»), в которой он официально совершил каминг-аут. Затем в июне 2011 года Вейр впервые принял участие в гей-параде в Лос-Анджелесе, и с тех пор стал активистом ЛГБТ-движения. В 2011 году он также выпустил собственный сингл Dirty Love под лейблом Unique Records. В июне Джонни Вейр объявил об отказе участвовать в соревнованиях сезона 2011—2012 гг., объяснив это тем, что не может должным образом подготовиться к выступлению из-за «многочисленных обязательств». Однако он выразил намерение участвовать в соревнованиях в Сочи. Осенью 2011 года фигурист начал тренироваться для возможного возвращения в соревновательное катание. 19 января 2012 года на своём сайте он ещё раз подтвердил желание вернуться ради участия в Зимних Олимпийских играх, при этом Вейр выразил намерение уйти из любительского спорта после Олимпиады. Он вернулся к работе с тренером Галиной Змиевской. Для короткой программы была избрана музыка Леди Гаги из песни Poker Face; певица предоставила для этой цели версию без слов. Над программой работали хореографы Леди Гаги, но большая часть хореографии была придумана самим Вейром и Галиной Змиевской.

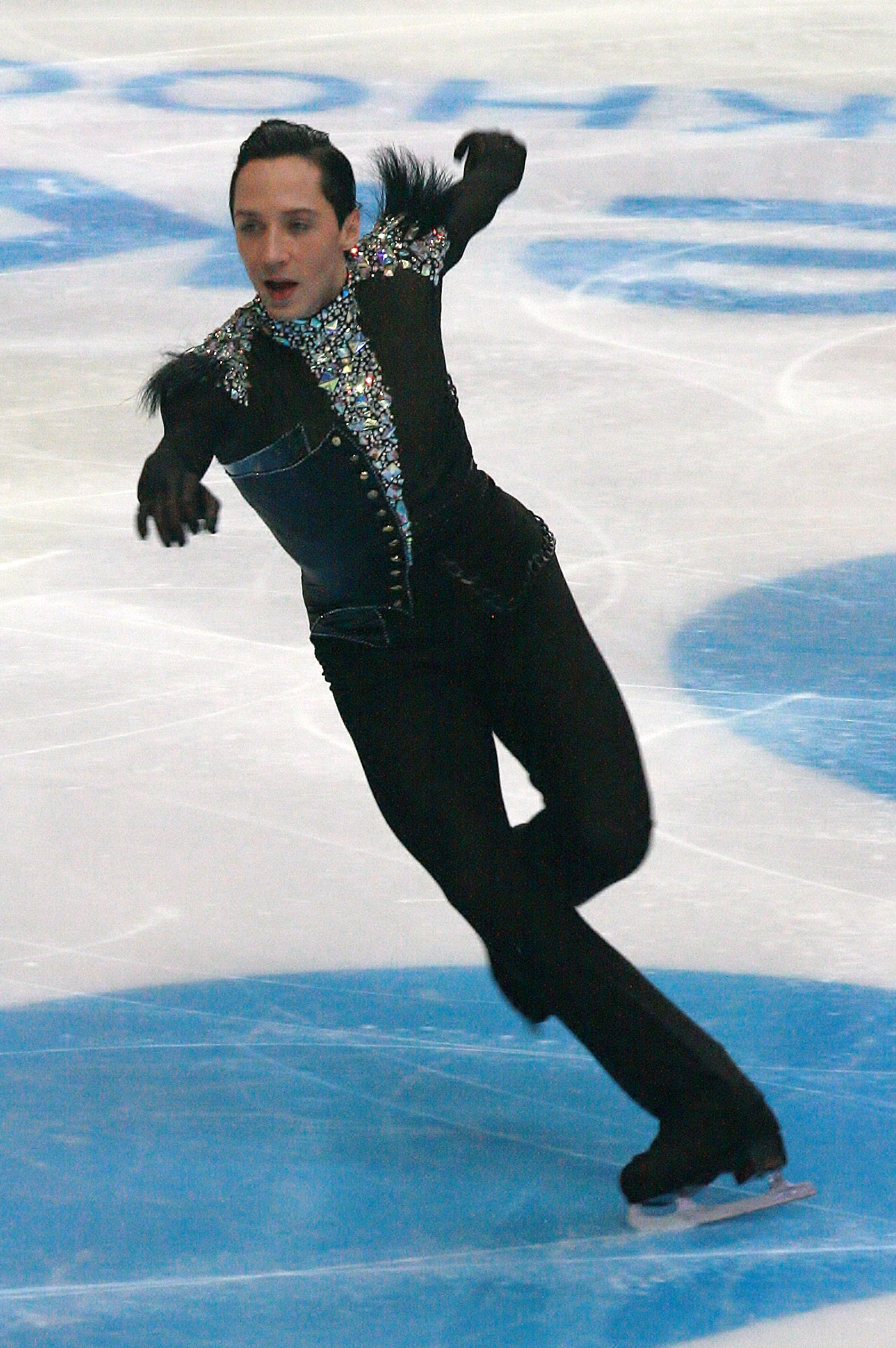
Джонни Вейр на турнире Rostelecom Cup 2012

Вейр принял участие в отборочных соревнованиях, чтобы получить право участвовать в Чемпионате США по фигурному катанию 2013. Он выступил на турнире Finlandia Trophy 2012, где впервые для себя совершил четверной прыжок как в короткой, так и в произвольной программе. В короткой программе он с ошибкой выполнил прыжок, за что оценки были снижены, и оказался на четвёртом месте с 69.03 баллами. Позже он говорил репортерам, что так нервничал, что онемели ноги, и что соревнование было самым сложным в его карьере, но, в целом, фигурист был собой доволен. В произвольной программе он занял шестое место с 132.39 баллами, и в итоге был четвёртым. В конце мая 2012 года стало известно, что Джонни Вейр получил распределение на этапы серии Гран-при в России (Rostelecom Cup 2012) и Франции (Trophée Eric Bompard 2012). На Rostelecom Cup спортсмен снялся после короткой программы из-за обострения травмы связки, произошедшей месяцем ранее на тренировке. Кроме этого, в программе он допустил несколько ошибок, финишировал десятым и решил, что не находится в достаточно хорошей физической форме для выступления в произвольной программе. Несколько дней спустя он объявил, что снимается с Trophée Eric Bompard из-за травмы бедра. Он не участвовал в Чемпионате США по фигурному катанию, но все же надеялся попасть в олимпийскую сборную в 2014 году.
В 2013 году Вейр начал вести еженедельную колонку в газете Falls Church News-Press. Он не зарегистрировался для участия в квалификационном турнире, что дало бы право на участие в чемпионате США 2014 года. Таким образом, он потерял шанс выступать на Олимпийских играх. Журналисты предположили, что это конец любительской карьеры Вейра в фигурном катании. В октябре 2013 года он официально ушёл из спорта и присоединился к NBC в качестве комментатора по фигурному катанию.

## Личная жизнь

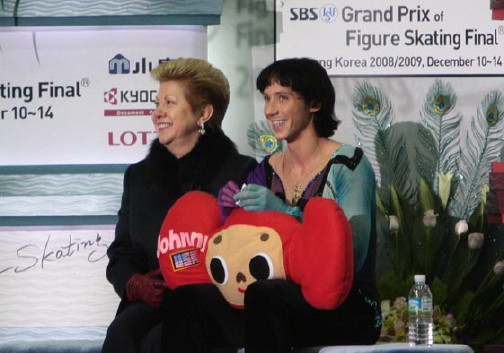
Галина Змиевская и Джонни Вейр с подарком поклонников — Чебурашкой — на финале Гран-при сезона 2008—2009

Джонни Вейр считает себя русофилом и говорит, что восхищается русской школой фигурного катания и культурой России. Он научился говорить и читать по-русски. Фигурист коллекционировал Чебурашек, своих собак чихуахуа назвал русскими именами: Ваня, Тёма. Вейр регулярно принимал участие в этапах Гран-при в России, называя Москву своим любимым городом. В декабре 2007 года он принимал участие в «Ледовом шоу двух столиц», которое одновременно проходило в Москве и Санкт-Петербурге, и в том же году ему вручили премию «За любовь к России».
Кроме русского, Вейр знает французский и японский языки. Он интересуется дизайном модной одежды, работал моделью и появлялся на страницах модных журналов. Фигурист придумывал костюмы не только для своих выступлений, но и для танцоров на льду Мелиссы Грегори и Дениса Петухова, а также для Оксаны Баюл, катавшейся в ледовом шоу. Он признавался, что любит заниматься дизайном, потому что, по его мнению, исторически сложилось так, что костюмы в фигурном катании «безумные, чрезмерные, напыщенные и искрящиеся».

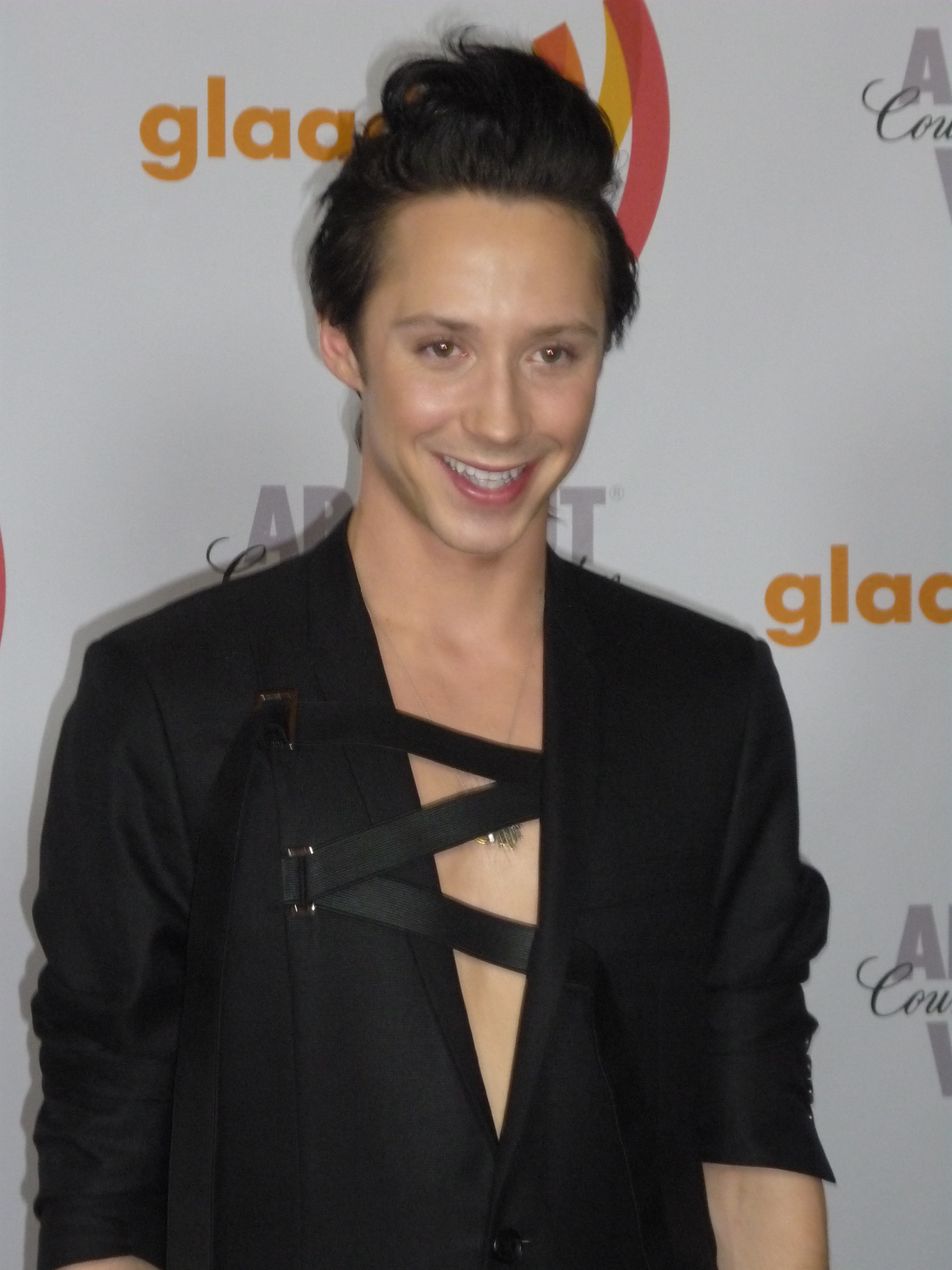
Джонни Вейр на вручении премии Альянса геев и лесбиянок против диффамации

Вейр — гей, что впервые признал в январе 2011 года в интервью журналу People, сказав, что с детства осознавал свою гомосексуальность и всегда принимал себя таким, какой он есть. Спортсмен долгое время отрицал ходившие об этом слухи, спровоцированные отчасти его собственными словами и поступками (например, фотографиями в мини-юбке и туфлях на высоком каблуке для журнала en:BlackBook), а отчасти присущим ему стилем катания. Уничижительные замечания по этому поводу делали канадские комментаторы фигурного катания на Олимпийских играх в Ванкувере (2010): в частности, они высказали мнение, что его «изящные манеры» идут «в ущерб спорту» и что спортсмену следует выступать в женском разряде, за что позже были вынуждены извиниться. По мнению самого Вейра, наибольший общественный резонанс вызвала короткая программа сезона 2005—2006 на музыку Камиля Сен-Санса «Лебедь» — музыку, которая традиционно используется в женском балете. Костюм Вейра-лебедя и его ярко-красная перчатка были впоследствии спародированы в фильме «Лезвия славы: Звездуны на льду» (2007 год), где один из главных героев выступает в образе павлина.
В конце декабря 2011 года в Нью-Йорке Вейр вступил в брак с американским юристом русского происхождения Виктором Вороновым. Они развелись в 2014.

## Телевидение
Компания по производству документальных фильмов Idea Factory сняла документальный фильм, посвящённый этому фигуристу — «Поп-звезда на льду» (англ. Pop Star on Ice), — который снимался с 2006 по весну 2008 года. Премьера состоялась 24 мая 2009 года на международном кинофестивале в Сиэтле. В декабре того же года фильм был показан по телеканалу Sundance Channel. В нём рассказывается о Вейре как о молодом спортсмене, который завоевал первый серьёзный титул в 16 лет, но затем не оправдал возложенные на него ожидания на Олимпиаде-2006, а также об отношениях Вейра с тренером Присциллой Хилл. Вейр и раньше появлялся на телевидении: участвовал в реалити-шоу Kathy Griffin: My Life on the D-List, где учил главную героиню кататься на коньках. Создатели фильма сняли о Вейре телесериал, трансляция которого на канале Sundance Channel состоялась зимой-весной 2010 года. Сериал носит название «Be Good Johnny Weir». Он посвящён тренировкам спортсмена с Галиной Змиевской, его жизни в быту, соперничеству с фигуристом Эваном Лайсачеком. Последняя серия была показана в июне 2010 года. После повторной трансляции 2011 году на канале Logo, было решено продлить сериал на второй сезон: 10 серий было показано в 2012 году.

## Программы
| Сезон     | Короткая программа                                               | Произвольная программа                                                                   | Показательные выступления |
| --------- | ---------------------------------------------------------------- | ---------------------------------------------------------------------------------------- | --- |
| 2012-2013 | Poker Face Леди Гага                                             | Феникс Escala и Эдвин Мартон                                                             | Список Шиндлера Джон Уильямс |
| 2010-2012 | не участвовал в соревнованиях                                    | не участвовал в соревнованиях                                                            | не участвовал в соревнованиях |
| 2009−2010 | I Love You, I Hate You Рауль ди Бласио                           | Fallen Angels мелодии различных композиторов                                             | Poker Face Леди Гага |
| 2008−2009 | Sur les ailes du temps Сен-Прё                                   | Саундтрек к «Нотр-Дам де Пари» Риккардо Коччанте                                         | Ave Maria Джош Гробан Danse Mon Esmeralda («Пой мне, Эсмеральда») Гару |
| 2007−2008 | «Юнона и Авось» Светлана Пикус                                   | Love is War Globus                                                                       | Ave Maria Джош Гробан All In Love Is Fair Стиви Уандер Feeling Good Нина Симон |
| 2006−2007 | King of Chess Silent Nick (Karl Jenkins — Palladio Suite)        | Child of Nazareth Максим Родригес                                                        | My Way Фрэнк Синатра «Юнона и Авось» Алексей Рыбников «Лебедь» Камиль Сен-Санс Imagine Джон Леннон All In Love Is Fair Стиви Уандер Sarabande Suite Globus Passacaglia/Nature Boy Secret Garden и Дэвид Боуи |
| 2005−2006 | «Лебедь» Камиль Сен-Санс                                         | Amazonic + Hana’s Eyes + Wonderland Максим Мрвица Otonal Рауль ди Бласио                 | My Way Фрэнк Синатра |
| 2004−2005 | Rondo Capriccioso (Рондо каприччиозо) Камиль Сен-Санс            | Otonal Рауль ди Бласио                                                                   | Unchained Melody The Righteous Brothers What a Wonderful World Луи Армстронг «Юнона и Авось» Алексей Рыбников                                                                                                |
| 2003−2004 | Valse Triste («Грустный вальс») Ян Сибелиус                      | «Доктор Живаго» Морис Жарр                                                               | Imagine Джон Леннон |
| 2002−2003 | Innocence и Zydeko Бенуа Жутра                                   | «Доктор Живаго» Морис Жарр                                                               | |
| 2001−2002 | Les Parapluies de Cherbourg («Шербурские зонтики») Ицхак Перлман | Музыка из фильмов «Повелитель кукол», «Душа павлина», «Город скорби» Ян Липин и Ник Райн | «Новое кино „Парадиз“» |
| 2000−2001 | Les Parapluies de Cherbourg («Шербурские зонтики») Ицхак Перлман | The Heart of Budapest Мантовани                                                          | What a Wonderful World Луи Армстронг This I Promise You NSync |
| 1999−2000 | España Cañí Эрик Кунцель                                         | Саундтрек к «Американской истории»                                                       | What a Wonderful World Луи Армстронг She’s All I Ever Had Рики Мартин |
| 1998−1999 | «Танец с саблями»                                                | Malaguena                                                                                | |
| 1997−1998 | Русская народная музыка «Светит месяц»                           | Malaguena                                                                                | |

## Достижения

### Результаты после 2012 года
| Соревнование                  | 2012—2013 |
| ----------------------------- | --------- |
| Этапы Гран-при: Cup of Russia | WD.       |
| Finlandia Trophy              | 4         |

WD. = снялся с соревнований;

### Результаты с 2003 по 2011 год
| Соревнование                         | 2003—2004 | 2004—2005 | 2005—2006 | 2006—2007 | 2007—2008 | 2008—2009 | 2009—2010 |
| ------------------------------------ | --------- | --------- | --------- | --------- | --------- | --------- | --------- |
| Зимние Олимпийские игры              |           |           | 5         |           |           |           | 6         |
| Чемпионаты мира                      | 5         | 4         | 7         | 8         | 3         |           |           |
| Чемпионаты США                       | 1         | 1         | 1         | 3         | 2         | 5         | 3         |
| Финалы Гран-при                      |           |           |           | WD        | 4         | 3         | 3         |
| Этапы Гран-при: Skate America        |           |           |           |           |           | 2         |           |
| Этапы Гран-при: Skate Canada         |           |           | 7         | 3         |           |           |           |
| Этапы Гран-при: Trophée Eric Bompard |           | 1         |           |           |           |           |           |
| Этапы Гран-при: Cup of Russia        |           | 2         | 3         | 2         | 1         |           | 4         |
| Этапы Гран-при: Cup of China         |           |           |           |           | 1         |           |           |
| Этапы Гран-при: NHK Trophy           |           | 1         |           |           |           | 2         | 2         |
| Finlandia Trophy                     | 2         |           |           |           |           |           |           |

### Результаты до 2003 года
| Соревнование                         | 1997—1998 | 1998—1999 | 1999—2000 | 2000—2001 | 2001—2002 | 2002—2003 |
| ------------------------------------ | --------- | --------- | --------- | --------- | --------- | --------- |
| Чемпионаты четырёх континентов       |           |           |           |           | 4         |           |
| Чемпионаты США                       | 3 N.      | 4 J.      | 5 J.      | 6         | 5         | WD        |
| Этапы Гран-при: Skate Canada         |           |           |           |           | 7         |           |
| Этапы Гран-при: Trophée Eric Bompard |           |           |           |           | 4         |           |
| Этапы Гран-при: Cup of Russia        |           |           |           |           |           | WD        |
| Этапы Гран-при: NHK Trophy           |           |           |           |           |           | WD        |
| Чемпионат мира среди юниоров         |           |           |           | 1         |           |           |
| Гран-при среди юниоров, Китай        |           |           |           | 2         |           |           |
| Гран-при среди юниоров, Франция      |           |           |           | 6         |           |           |
| Гран-при среди юниоров, Норвегия     |           |           | 2         |           |           |           |
| Гран-при среди юниоров, Чехия        |           |           | 7         |           |           |           |
| Гран-при среди юниоров, Словакия     |           | 1         |           |           |           |           |

- N = Среди новичков; J = Юниорские соревнования; WD = Снялся с соревнований